# CIE 181
Тепловоз CIE 181 — четырёхосный тепловоз мощностью 2475 л. с. строившийся в 1966 фирмой Electro-Motive Diesel.
Тепловоз в целом повторял конструкцию CIE 141, но имел более мощный дизель и термостат в системе охлаждения. Установленный на тепловозе дизельный двигатель EMD 645 имеет 8 цилиндров, V-образный, двухтактный.
Компоновка тепловоза оригинальная — две кабины машиниста на всю ширину тепловоза а между ними капот под которым скрыт дизель и все вспомогательные машины. Проход из кабины в кабину, обслуживание и осмотр дизеля и других механизмов с переходных площадок.
Тепловоз эксплуатировался до 1990-х годов. Из 12 тепловозов 11 порезаны в металлолом, один сохранён в Irish Traction Group.
В 2007 году была выпущена коллекционная модель этого локомотива в типоразмере OO (англ. OO gauge; 1:87).